# Шахта № 71 «Індустрія»
ДП "Шахта № 71 «Індустрія». Входить до ДХК «Донбасантрацит». Знаходиться у м. Ровеньки Луганської області.
Фактичний видобуток 2213/506 т/добу (1993/1999). Глибина робіт 820 м (1990—1999). Протяжність підземних виробок 63,8/69,1 км (1990/1999).
У 1990—1999 розробляла пласти h7, h8, h10 потужністю 0,79-0,88 м, кут падіння 10-13о. Кількість очисних вибоїв 4/1, підготовчих 5/3 (1993/1999).
Кількість працюючих: 1891/1526 чол., в тому числі підземних 1698/956 чол. (1993/1999).
Адреса: 94706, м. Ровеньки, Луганської обл.